# Jim Karygiannis
Jim Karygiannis (né le 2 mai 1955 à Athènes en Grèce) est un homme politique canadien et ancien député à la Chambre des communes du Canada, de la circonscription ontarienne de Scarborough—Agincourt sous la bannière du Parti libéral du Canada, de 1988 à 2014.

## Biographie
Jusqu'au 21 juillet 2006, il était l'organisateur national de la campagne de Joe Volpe à la direction du Parti libéral, mais il démissionne citant des différences d'opinion sur le conflit israélo-libanais de 2006. Volpe a publiquement défendu le droit d'Israël de se défendre contre les attaques du Hezbollah ; Karygiannis, quant à lui, a déclaré : « L'ancien gouvernement libéral a déclaré que le Hezbollah est une organisation terroriste. Toutefois, en tant que Canadiens, nous devons tout faire pour s'assurer qu'un accord de cessez-le-feu est atteint. » (Ottawa Citizen, 22 juillet 2006)
Le 1er avril 2014, il présente sa démission pour se porter candidat comme conseiller municipal de Toronto aux élections municipales d'octobre 2014 .